# Лукашевич, Андрей Владимирович
Андрей Владимирович Лукашевич (25 августа 1977, Гомель) — белорусский футболист, защитник, тренер.

## Биография
Начинал заниматься футболом в минских школах СДЮШОР № 5 и РУОР. В начале карьеры, помимо большого футбола, играл в мини-футбол за клуб «Элита» (Минск). В 1995 году начал выступать во второй лиге по большому футболу за старшую команду РУОР, которая вскоре заключила партнёрское соглашение с мозырским клубом МПКЦ и играла под названиями «МПКЦ-2» и «МПКЦ-96».
В 1996 году был приглашён в основную команду МПКЦ (позднее — «Славия-Мозырь»). В чемпионском сезоне 1996 года провёл три матча в высшей лиге, со следующего года стал игроком основного состава, однако с 1999 года играл нерегулярно. С мозырским клубом стал чемпионом Беларуси 1996 и 2000 годов, серебряным призёром 1999 года, обладателем (2000) и финалистом (1999, 2001) Кубка Беларуси. Принимал участие в матчах еврокубков.
В 2002 году перешёл в минский «Локомотив», в том же сезоне стал бронзовым призёром первой лиги, команда заслужила право на выход в высшую. В 2003 году стал финалистом Кубка страны, а в чемпионате клуб занял место в зоне вылета. В ходе сезона 2004 года покинул «Локомотив» и перешёл в игравший в высшей лиге «Гомель», провёл в клубе два с половиной сезона.
В 2007 году играл во второй лиге за «Вертикаль» (Калинковичи). В 2008 году присоединился к вновь созданному клубу «ДСК-Гомель», в том же сезоне стал победителем второй лиги, а в 2009 году — бронзовым призёром первой лиги, после этого завершил игровую карьеру.
Всего в высшей лиге Беларуси сыграл 152 матча.
Выступал за сборные Беларуси младших возрастов. В составе сборной 16-летних принимал участие в чемпионате Европы 1994 года, его команда дошла до четвертьфинала.
После окончания игровой карьеры вошёл в тренерский штаб клуба «ДСК-Гомель» и ассистировал Вячеславу Акшаеву. В 2011 году был главным тренером клуба.
По состоянию на середину 2010-х годов — начальник административно-хозяйственного отдела в одном из предприятий Беларуси.

## Достижения
- Чемпион Беларуси: 1996, 2000
- Серебряный призёр чемпионата Беларуси: 1999
- Обладатель Кубка Беларуси: 1999/00
- Финалист Кубка Беларуси: 1998/99, 2000/01, 2002/03